# Gerichtsbezirk Luditz
Der Gerichtsbezirk Luditz (tschechisch: soudní okres Žlutice) war ein dem Bezirksgericht Luditz unterstehender Gerichtsbezirk im Kronland Böhmen. Er umfasste Gebiete in Nordwestböhmen (Okres Karlovy Vary). Zentrum und Gerichtssitz des Gerichtsbezirks war die Stadt Luditz (Žlutice).
Das Gebiet gehörte seit 1918 zur neu gegründeten Tschechoslowakei und ist seit 1991 Teil der Tschechischen Republik.

## Geschichte
Die ursprüngliche Patrimonialgerichtsbarkeit wurde im Kaisertum Österreich nach den Revolutionsjahren 1848/49 aufgehoben. An ihre Stelle traten die Bezirks-, Landes- und Oberlandesgerichte, die nach den Grundzüge des Justizministers geplant und deren Schaffung am 6. Juli 1849 von Kaiser Franz Joseph I. genehmigt wurde.
Der Gerichtsbezirk Luditz gehörte zunächst zum Kreis Eger und umfasste 1854 die 58 Katastralgemeinden Badstübl, Bohentsch, Chiesch, Domaschin, Gessing, Großfürwitz, Großwerscheditz, Herscheditz, Jablon, Klum, Knönitz, Kobilla, Kolleschau, Kosterzan, Kowarschen, Kratzin, Kumerau, Lachowitz, Laschin, Libin, Liebkowitz, Lindles, Lohof, Lubenz, Luditz, Mariastock, Mastung, Modschiedl, Mokrau, Nahořetitz, Nebosedl, Oberdreihöfen, Paßnau, Pohlem, Praßles, Přeschtein, Prohoř, Protiwitz, Pürles, Radotin, Ratiworz, Reppan, Sahoř, Schaub, Scheer, Schmidles, Semtisch, Serles, Sicheritz, Sichlau, Stadthöfen, Stiedra, Tyß, Udritsch, Unterdreihöfen, Walkowa, Witkowitz, Wladař, Worka und Zoboles. Der Gerichtsbezirk Luditz bildete im Zuge der Trennung der politischen von der judikativen Verwaltung ab 1868 gemeinsam mit dem von Buchau (Bochov) den Bezirk Luditz.
Im Gerichtsbezirk Luditz lebten 1869 16.345 Menschen.
1900 waren es 14.718 Personen.
Der Gerichtsbezirk Luditz wies 1910 eine Bevölkerung von 14.861 Personen auf, von denen 14.299 Deutsch und 47 Tschechisch als Umgangssprache angaben. Im Gerichtsbezirk lebten zudem 65 Anderssprachige oder Staatsfremde.
Durch die Grenzbestimmungen des am 10. September 1919 abgeschlossenen Vertrages von Saint-Germain kam der Gerichtsbezirk Luditz vollständig zur neugegründeten Tschechoslowakei, wobei die Gerichtseinteilung bis 1938 im Wesentlichen bestehen blieb. Nach dem Münchner Abkommen wurde das Gebiet dem Landkreis Luditz bzw. dem Reichsgau Sudetenland zugeschlagen.
Nach dem Zweiten Weltkrieg gehörte das Gebiet zum Okres Karlovy Vary, dessen Behörden jedoch im Zuge einer Verwaltungsreform 2003 ihre Verwaltungskompetenzen verloren. Diese werden seitdem von den Gemeinden bzw. dem Karlovarský kraj, zudem das Gebiet um Luditz seit Beginn des 21. Jahrhunderts gehört, wahrgenommen.

## Gerichtssprengel
Der Gerichtssprengel umfasste Ende 1914 die 58 Gemeinden Badstübl (Podštěly), Bohentsch (Vohaneč), Chiesch (Chyše), Domaschin (Domašín), Gessing (Jesínky), Großfürwitz (Velký Vrbice), Großwerscheditz (Verušice), Herscheditz (Herptošice), Jablon (Jabloň), Klum (Chlum), Knönitz (Knínice), Kobyla (Kobylé), Kolleschau (Kolešov), Kosterzan (Kostrčany), Kowarschen (Kovářov), Kratzin (Kračín), Kumerau (Komárov), Lachowitz (Lachovice), Laschin (Lažany), Libin (Libín), Liebkowitz (Libkovice), Lindles (Mlyňany), Lohof (Lohov), Lubenz (Lubenec), Luditz (Žlutice), Mariastock (Skoky), Mastung (Mostec), Modschiedl (Močidlec), Mokrau (Mokrá), Nahoretitz (Nahořečice), Nebosedl (Novosedly), Oberdreihöfen (Horní Záhoří), Paßnau (Veselov), Pohlem (Údrče), Praßles (Zbraslav), Prohorz (Prohoř), Protiwitz (Protivec), Przestein (Přestání), Pürles (Brložec), Radotin (Radětín), Ratiworz (Ratiboř), Rzeppan (Řepany), Sahorz (Záhořice), Schaub (Pšov), Scheer (Sichrov), Schmidles (Smilov), Semtisch (Semtěš), Serles (Záhoří), Sicheritz (Čichořice), Sichlau (Čichalov), Stadthöfen (Štoutov), Stiedra (Štědrá), Tyß (Tis), Walkowa (Válková), Witkowitz (Vítkovice), Wladarz (Vladořice), Worka (Borek) und Zoboles (Sobolusy).